# 오베론 (프로그래밍 언어)
오베론(Oberon)은 1987년 니클라우스 비르트와 알골계 언어(Euler, 알골 W, 파스칼, 모듈라, 모듈라-2)의 비르트가(家)의 마지막 구성원에 의해 처음 출판된 범용 목적의 프로그래밍 언어이다. 오베론은 파스칼의 직접적인 후속 언어인 모듈라-2의 힘을 증가시킴과 동시에 복잡도를 줄이기 위한 결과물이었다.
오베론은 지금도 비르트에 의해 유지보수되고 있으며 최신 프로젝트 오베론 컴파일러 업데이트는 2020년 3월 6일에 있었다.